# La 36e Chambre de Shaolin
Série
Retour à la 36e chambre
(1980)
Pour plus de détails, voir Fiche technique et Distribution.
La 36e Chambre de Shaolin (少林三十六房, Shao Lin san shi liu fang) est un film hongkongais réalisé par Liu Chia-liang et sorti en 1978 à Hong Kong.
La 36e Chambre de Shaolin est considéré comme l'un des plus importants et des plus influents films d'arts martiaux jamais réalisés,,.

## Synopsis
C'est jour d'exécution à Canton, où l'on vit comme dans l'ensemble de la Chine sous le règne de la dynastie Qing (1644-1911) et le joug des Mandchous. Liu Yu-de, fils du poissonnier et un des étudiants du Professeur Ho, voit avec deux de ses camarades les corps de civils exposés au gibet... C'en est trop ! 
Face à l'oppression du peuple chinois, le jeune étudiant Liu Yu-de rejoint la résistance, dirigée par son professeur, jusqu'au jour où son activité est découverte – il faisait passer les messages de son réseau à travers des poissons séchés –. 
Une répression menée par le Seigneur Tang San-yao s'abat alors sur eux : l'école est fermée, la poissonnerie familiale est détruite, et les proches de Liu, dont ses deux camarades et son père, sont massacrés.
Poursuivi et blessé, il parvient à s'échapper du Seigneur Tang San-yao et dans sa fuite se cache dans une charrette à légumes de moines, qui lui permet d'accéder dans la montagne au monastère Shaolin où il se réfugie. Son vœu ardent est d'y apprendre l'art martial millénaire du kung fu, le seul moyen pour lui de résister à l'oppresseur. Mais le monastère Shaolin n'est pas un refuge et l'enseignement du kung fu est réservé aux disciples des moines et non aux profanes. 
Obsédé par l'idée d'apprendre cet art martial, il devient alors disciple Shaolin sous le nom de San Te (ou San De) : Il va apprendre le kung fu dans les 35 chambres – de la 35e à la 1re chambre – qui enseignent chacune une maîtrise particulière (équilibre – la 35e chambre –, force des bras – la 34e chambre –, des poignets, agilité des yeux – exercice de la flamme, où l'on observe un large svastika gravé au mur à la fin de l'épreuve –, limpidité du regard et agilité des jambes et des bras, ainsi que puissance de la tête – le dernier entraînement du corps –).
Après la 33e chambre, le frère supérieur Shaolin, qui reconnait son entraînement sans relâche et son implication, le dispense des tâches ménagères et lui confie la bibliothèque des sutras. On observe, par ailleurs, sa différence des autres disciples, comme le suppose le frère responsable de la discipline "San Te a une idée derrière la tête", intuition à laquelle le frère supérieur répond "à l'extérieur de nos murs, les éléments sont déchaînés. Un jour, nous pourrons avoir besoin de quelqu'un comme lui".
En l'espace de deux ans et un mois, il parvient à franchir avec exploit les 10 chambres de base du kung fu. Il est donc nommé adjoint de la Maison de dharma et il peut désormais s'entraîner au maniement des différentes armes (le sabre, l'épée, le bâton, la lance) et à la boxe.
En cinq courtes années depuis son arrivée, San Te réussit à accomplir les 35 chambres de Shaolin. Sa volonté, sa conduite et le niveau exceptionnel de sa technique lui valent l'éloge du frère supérieur, ainsi que la promotion de responsable en second de la chambre de son choix, et non une responsabilité supérieure pour laquelle sa connaissance du bouddhisme est insuffisante. Cependant le frère responsable de la discipline s'oppose à sa nomination et le défie en duel. San Te perd face au responsable de la discipline qui le touche en duel 17 fois. Il retourne s'entraîner et créait une nouvelle arme – le bâton articulé – et se battant à nouveau contre le responsable de la discipline, armé de sabres jumeaux, San Te l'emporte. Le responsable de la discipline reconnait alors San Te parfaitement digne d'assumer la charge de diriger la chambre de son choix.
Après trois jours de réflexion, San Te repousse cependant l'offre qui lui est faite, car son souhait est de créer une 36e chambre, dans le but de diffuser les arts martiaux Shaolin et en recrutant des disciples laïcs prometteurs, afin de les initier au kung fu, art particulièrement réputé et qu'il juge nécessaire au peuple. Face à l'opposition du frère supérieur qui l'enjoint de renoncer, San Te insiste et demande à quitter le monastère afin d'instruire de jeunes talents aux techniques des 35 chambres et afin d'assurer la perpétuation des arts martiaux Shaolin. 
Son idée de 36e chambre violant le principe de non-ingérence du monastère Shaolin dans les affaires du monde et ses réplications au frère supérieur étant jugées insolentes, et en infraction avec le règlement du monastère, il est donc puni et doit se soumettre à l'extérieur du monastère à une collecte de dons (les moines Shaolin sachant peut-être que San Te violera le commandement selon lequel le kung-fu Shaolin ne peut être appris en dehors des murs et utilisé que pour défendre le monastère). 
Ainsi, de retour à Canton, en tenue de moine Shaolin, il protège une nuit dans un cimetière, Hung Hsi-Kuan, qui devient son premier disciple. Coincé dans un guet-apens du Seigneur Tang San-yao, Hung Hsi-Kuan enterrait alors en cachette les corps de rebelles martyrs. San Te s'interpose face à Tang San-yao, qui ne voit en lui qu'un moine et ne le reconnaît que lorsqu'il lui dévoile son identité (Liu Yu-de). Ils se battent et grâce à sa technique martiale, San Te blesse et met à terre Tang San-yao, que tue sur le champ Hung Hsi-Kuan, pour venger les siens. 
Les jours suivants, accompagné de son premier disciple Hung Hsi-Kuan, San Te croise plusieurs hommes du peuple, dont un forgeron (insoumis, mais à l'écoute) et un pileur de riz (fourbe, puis conquis) qui, face à son charisme et son incroyable dextérité (le forgeron le prenant même pour un bodhisattva – à la manière d'un Jésus de Nazareth au lac de Tibériade –), deviennent à leur tour ses disciples pour résister sous sa direction à l'oppresseur mandchou. 
San Te concrétise enfin ses aspirations de libération du peuple en entrant en conflit avec le général mandchou Tien Ta, maître tyrannique de Canton ("Comment un moine bouddhiste tel que toi ose fomenter une révolte ?", à quoi répond San Te : "Un bouddhiste se doit d'abattre le démon ! Regarde-toi, combien de vies as-tu prises ?" [...] "Il me manque un moine à mon tableau de chasse", lui repond alors le général). Un duel acharné s'ensuit, dont San Te sort victorieux en tuant le général Tien Ta. 
Finalement, San Te retourne au monastère Shaolin, où il fonde en moine instructeur la 36e chambre, soit un cours d'arts martiaux pour les profanes (laïcs) qui souhaitent apprendre le kung-fu.

### Citations issues du film
Le film est ponctué, comme de nombreux films du genre, d'apophtegmes ou d'aphorismes (adages, préceptes) tels que : 
- « Sous le toit qui n'est pas tien, baisser la tête il vaut bien »
- « Lorsqu'on est pur, le corps est léger ; un corps et un cœur sales n'entrent pas dans le réfectoire »
- « Le mur est bas, mais Bouddha et sa Loi sont très hauts »
- « On ne se moque pas du veau qui vient de naître »
- « Si le cœur et l'esprit se concentrent, la force en découlera et les trois s'uniront » ("vigueur, équilibre, vitesse", "ceci est la clé de l'entraînement du kung fu, souvenez-vous en !", dixit le moine instructeur Shaolin)

## Fiche technique
- Titre : La 36e Chambre de Shaolin
- Titre original : 少林三十六房 (Shao Lin san shi liu fang)
- Titre international : 36th Chamber of Shaolin ; Master Killer
- Réalisation : Liu Chia-liang
- Scénario : Ni Kuang
- Musique : Chen Yung-Yu
- Production : Shaw Brothers
- Photographie : Huang Yeh-tai et Arthur Wong
- Montage : Hing Lung Geung et Yen Hai Li
- Production : Mona Fong et Run Run Shaw
- Société de production : Shaw Brothers
- Pays de production :  Hong Kong
- Format : 35 mm - Couleur - 2.35:1 (Shawscope)
- Genre : Kung-fu, drame
- Durée : 115 minutes
- Dates de sortie :
  - Hong Kong : 2 février 1978
  - France : 8 avril 1981

## Distribution (par ordre d'apparition au générique)
- Gordon Liu : San Te/ Liu Yu-de
- Wang Yu : Pileur-de-Riz-Numéro-Six, un disciple de San Te
- Yuen Hsiao-tien : le responsable de la chambre de la boxe
- Chen Szu-chia : l'assistante du professeur Ho
- Hua Lun : un condisciple de Liu Yu-de
- Wei Hong : le professeur Ho
- Wilson Tong Wai-shing : le seigneur Tang San-yao
- Yu Yang : Hung Hsi-Kuan, un disciple de San Te
- Hsu Hsao-chiang : Lu Ah-cai, un disciple de San Te
- Liu Chia-yung : le général Yin
- Lo Lieh : le général Tien Ta
- Han Guo-cai : Lin Zhen
- Li Hai-sheng (VFB : Thierry Janssen) : le responsable de la discipline
- Chen Lung : le responsable de la chambre du bâton
- Chui Chung-san : un soldat

## Distinctions
- 24e Festival du film asiatique : Meilleurs combats

## Autour du film
- Le film est le premier d'une trilogie réalisée par Liu Chia-liang et produite par la Shaw, qui comporte également Retour à la 36e chambre et Les Disciples de la 36e chambre. L'histoire n'est pas vraiment suivie entre les films, Gordon Liu jouant un autre rôle que celui qu'il interprète dans le premier.
- Gordon Liu est le frère adoptif de Liu Chia-liang. Le style de kung fu qu'il pratique dans le film est le Hung gar style de kung-fu qui a été popularisé par le légendaire Wong Fei Hung que Gordon Liu a déjà interprété dans Le Combat des maîtres et Martial Club. Ce rôle le marquera à jamais. Quentin Tarantino fera appel à lui pour Kill Bill.
- La 36e Chambre de Shaolin est le film préféré d'Alex Karp, président du géant technologique américain Palantir[4].
- Un groupe de rap américain, le Wu-Tang Clan, s'est inspiré de ce film pour son premier album Enter the Wu-Tang (36 Chambers).
- Le groupe de rap français IAM, fait une référence à ce film dans le titre « Le style de la mouette ». Ce titre, rare, est uniquement disponible en version live.
- Le moine San Te a réellement existé ; il a joué un rôle dans la résistance aux Mandchous et serait l'inventeur du fléau à trois branches, comme il est raconté dans le film. Le reste du scénario est inventé ou adapté de récits populaires.